# كرسي التغطيس

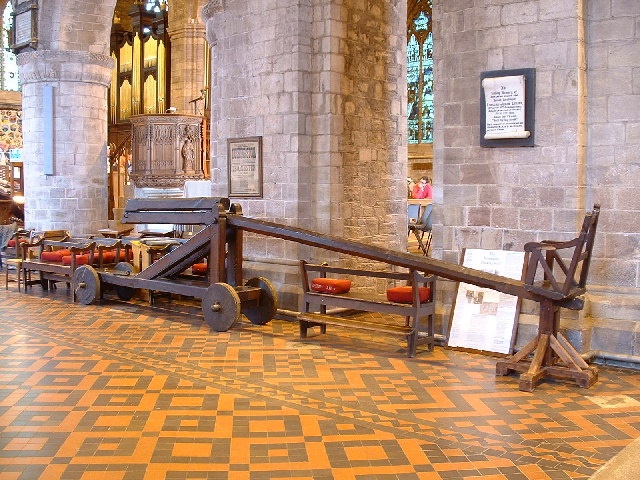
كرسي تغطيس في إنجلترا؛ آخر استخدام له كان في سنة 1809

كرسي التغطيس أو كرسي التغريق أو كرسي التشهير (بالإنجليزية: Ducking-stools أو Cucking-stools)‏ كانت آلة تعذيب تُستخدم للنساء المزعجات والسحرة في أوروبا في العصور الوسطى وهي عبارة عن رافعة مًتعلقٌ بها كرسى خشبي، والتي تُسمى بالغمس، ويُعتبر كرسي التغطيس أحد آلات العقوبات المُهينة.